# María Eva Argentina Sánchez
María Eva Argentina Sánchez, conocida como Eva Sánchez, nació en el municipio de Intibucá, el 20 de junio de 1970. Líder lenca, feminista, ambientalista y defensora de Derechos Humanos. María Eva Argentina Sánchez, líder indígena de la Organización Intibucana de Mujeres Las Hormigas, quien es miembra del Consejo Nacional de Protección para las y los Defensores de Derechos Humanos, Periodistas, Comunicadores Sociales y Operadores de Justicia. Eva Junto con sus compañeras, ha contribuido a la creación de un consultorio jurídico gratuito en La Esperanza, Intibucá, para apoyar a las mujeres, principalmente indígenas, que se ven afectadas en sus derechos y una casa refugio para víctimas de violencia. A través de la Tribuna de Mujeres Gladys Lanza, espacio de articulación nacional, ha denunciado el incremento en las tasas de feminicidios y ha alzado su voz contra la impunidad.

## Biografía
Descendiente Lenca, Eva Sánchez es la mayor de tres hermanas y dos hermanos, madre de 4 hijos ( 3 mujeres y un varón). Pionera de la política municipal de género en La esperanza, Intibuca. como principal municipio a nivel departamental en implementar políticas con perspectiva de género en Honduras. Trabajó en la Asociación para el Desarrollo Rural (ADROH) ,donde se movilizaba alrededor de 8 hrs, para poder llegar a la comunidad ubicada en el municipio de San Francisco de Opalaca. En el año 2000 se organiza la primera marcha departamental en contra de la pobreza y la violencia hacia las mujeres, donde se elaboró la propuesta de demandas contra la violencia y la pobreza que fue entregada a las autoridades municipales de Intibuca, Yamaranguila y La Esperanza. A partir de este momento surge la necesidad de crear una organización de mujeres que responda a las demandas del municipio y de seguimiento a la propuesta para el cumplimiento de la misma. Así nace la Organización Intibucana de Mujeres "Las Hormigas",

## Reconocimientos y Homenajes
- 2019: Premio Lideresa de Derechos Humanos, otorgado por la embajada de Canadá en Honduras[3]

“Rostros por la Igualdad”- galardón recibido en el marco de la conmemoración del Día Internacional de la Mujer.